# Ochotona cansus
Ochotona cansus este o specie de mamifere din familia iepurilor fluierători, Ochotonidae. Este găsită doar în China. Uniunea Internațională pentru Conservarea Naturii a clasificat această specie ca fiind neamenințată cu dispariția.

## Taxonomie
Există 5 subspecii descrise ale speciei Ochotona cansus: O. c. annectens (Miller, 1911), O. c. cansus (Lyon, 1907), O. c. morosa (Thomas, 1912), O. c. sorella (Thomas, 1908) și O. c. stevensi (Osgood, 1932). Totuși, statutul de subspecie a speciei Ochotona cansus este nesigur pentru O. c. annectens.

## Descriere
Ochotona cansus are o lungime a capului și a corpului de 11,6–16,5 cm. Masa sa este de 50–99 g. Craniul este mai larg decât cel al speciei Ochotona thomasi, iar din profil este piriform. Cea mai mare lungime a craniului este de 3,3–3,9 cm. Urechile măsoară fiecare 1,4–2,4 cm în lungime. Blana de vară de pe partea dorsală poate fi de o varietate de nuanțe de maro; variază de-a lungul arealului speciei. Blana de iarnă este de culoare maro-roșcată cenușie. Culoarea blănii de pe partea ventrală este albă deschis și în general nuanțată cu un fel de maro-galben pal, iar de la piept până la abdomen există o dungă de culoare deschisă. Labele picioarelor din spate au lungimea de 2,2–2,9 cm.

## Răspândire și habitat
Ochotona cansus este endemică în China. Habitatul său este alcătuit din zone cu arbuști (printre care se numără Caragana jubata și Dasiphora fruticosa) învecinate cu pajiști alpine. Altitudinea la care este găsită este de 2700–3800 de metri.
Ochotona cansus este simpatrică cu Ochotona curzoniae, Ochotona thibetana și Ochotona thomasi.

## Comportament și ecologie
Ochotona cansus este o specie diurnă care trăiește în vizuini. Vizuinile sale sunt simple și au câteva intrări. Dieta sa este alcătuită din plante. Un specimen din această specie își poate petrece timpul la suprafață de două ori mai mult față de un specimen din specia Ochotona curzoniae. Pe la începutul lunii aprilie începe sezonul de reproducere, în timpul căruia o femelă poate naște până la 3 rânduri de pui care constă fiecare în până la 6 pui. Perioada de gestație este de 20 de zile, iar sezonul de reproducere se termină pe la sfârșitul lunii august.

## Stare de conservare
Ochotona cansus este răspândită larg și a fost descrisă ca fiind destul de abundentă. Nu se știe dacă populația acestei specii este în creștere sau în scădere, dar nu au fost identificate amenințări deosebite per total pentru aceasta și este prezentă în rezervațiile naturale Jiuzhaigou și Luoshan. Sunt cunoscute puține despre starea populației izolate a subspeciei O. c. morosa, iar pe lângă faptul că este posibil ca subspecia O. c. sorella să fie amenințată de pesticide și este cunoscută doar din câteva specimene, aceasta a fost înregistrată ultima oară în sălbăticie acum vreo 50–70 de ani. Uniunea Internațională pentru Conservarea Naturii a clasificat această specie ca fiind neamenințată cu dispariția.